# Alan Landaker
Alan David Landaker (* 2. März 1946 in Los Angeles, Kalifornien, Vereinigte Staaten) ist ein US-amerikanischer Kameratechniker, spezialisiert auf Videotechnik. Für seine Leistungen wurde er gleich dreimal mit einem Technik-Oscar ausgezeichnet.

## Leben
Landaker, dessen fünf Jahre jüngerer Bruder Gregg ebenfalls im Filmgeschäft tätig ist, stieß über beider Vater Harold „Hal“ Landaker in die Branche. In den 1970er Jahren machte sich Alan Landaker einen Namen im Bereich der damals noch weitgehend unbekannten Videokunst. Gegen Ende des Jahrzehnts überließ man ihm die Überwachung des Videobereichs bei den Filmen I Wanna Hold Your Hand und Mit einem Bein im Kittchen, ehe er sich wenige Jahre darauf mit seinem technischen Können um einige Kinofilmproduktionen der Star-Trek-Reihe verdient machte.
Für die dort gezeigten technischen Leistungen erhielt Alan Landaker in den 1980er Jahren dreimal, darunter zweimal gemeinsam mit seinem Vater Hal, jeweils einen Oscar. Die Begründung im Jahre 1982: “For the concept (H. Landaker) and the engineering (A.D. Landaker) of the Burbank Studios’ Production Sound Department 24-frame color video system”; die Begründung 1986: „For the Mark III Camera Drive for motion picture photography“ und die Begründung 1987: „For the development of the Beat System low-frequency cue track for motion picture production sound recording“. Landaker blieb noch einige Jahre weiterhin im Filmgeschäft, bis es zu einem Rechtsstreit zwischen seinem Vater und ihm mit seinem einstigen Arbeitgeber, den Burbank Studios, kam.

## Filme
- 1978: I Wanna Hold Your Hand
- 1979: Mit einem Bein im Kittchen (Used Cars)
- 1982: Star Trek II: Der Zorn des Khan (Star Trek II: The Wrath of Khan)
- 1982: Das fliegende Auge (Blue Thunder)
- 1983: Ein Richter sieht rot (The Star Chamber)
- 1984: Star Trek III: Auf der Suche nach Mr. Spock (Star Trek III: The Search for Spock)
- 1986: Star Trek IV: Zurück in die Gegenwart (Star Trek IV: The Voyage Home)
- 1989: Fletch – Der Tausendsassa (Fletch Lives)
- 1998: Virus – Schiff ohne Wiederkehr (Virus)